# سیرالئون در المپیک تابستانی ۲۰۲۴
کاروان المپیکی سیرالئون، یکی از کاروان‌های شرکت‌کننده در بازی‌های المپیک تابستانی ۲۰۲۴ بود. این دوره از بازی‌ها از ۲۶ ژوئیه تا ۱۱ اوت ۲۰۲۴ (۵ تا ۲۱ امرداد ۱۴۰۳ خورشیدی) به میزبانی پاریس، پایتخت فرانسه برگزار شد. برای سومین دوره پیاپی، تنها چهار ورزشکار از سیرالئون به المپیک اعزام شدند. کاروان سیرالئون در المپیک، یکی از کاروان‌هایی است که موفق به کسب هیچ مدالی نشده است. هیچ ورزشکار سیرالئونی پس از نخستین حضور در المپیک ۱۹۶۸، نتوانست جواز حضور در المپیک ۱۹۷۲ را کسب کند. این کاروان همچنین المپیک ۱۹۷۶ مونترال را به همراه دیگر کشورهای آفریقایی، تحریم کرد.

## شرکت‌کنندگان
فهرست زیر به ورزشکاران سیرالئونی حاضر در المپیک پاریس اشاره دارد.
| ورزش        | مردان | زنان | مجموع |
| ----------- | ----- | ---- | ----- |
| دو و میدانی | ۰     | ۱    | ۱     |
| جودو        | ۰     | ۱    | ۱     |
| شنا         | ۱     | ۱    | ۲     |
| مجموع       | ۱     | ۳    | ۴     |